# 154 TCN
Năm 154 TCN là một năm trong lịch Julius. 